# Бурдиссо, Федерико
Федерико Бурдиссо (итал. Federico Burdisso; род. 20 сентября 2001, Павия, Ломбардия) — итальянский пловец. Призёр Чемпионатов Европы (2018 и 2021 годов). Двукратный бронзовый призер Олимпийских игр 2020 в Токио.

## Карьера
5 августа он стал бронзовым призёром чемпионата Европы на 200-метровой дистанции баттерфляем.
В мае 2021 года на чемпионате Европы в Будапеште, Федерико на дистанции 200 метров баттерфляем завоевал серебряную медаль, проплыв в финальном заплыве за 1:54,28.

## Достижения
- Чемпионат Европы по водным видам спорта:

— Глазго 2018: бронза  200 м баттерфляй;
- Чемпионат мира по плаванию среди юношей:

— Индианаполис 2017 : бронза  в смешанной эстафете 4×100 м;
- Чемпионат Европы по плаванию среди юношей:

— Нетания 2017: золото  в смешанной эстафете 4×100 м и серебро  в баттерфляе на 200 м;
— Хельсинки 2018: серебро  на 200 м баттерфляем и в эстафете 4×100 м, бронза  на 100 м баттерфляем и в смешанной эстафете 4×100 м.